# Wilhelm Gustloff

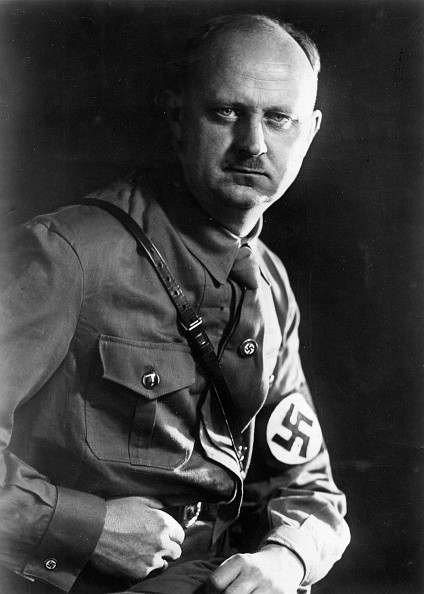
Wilhelm Gustloff

Wilhelm Gustloff (Schwerin, 30 januari 1895 - Davos, 4 februari 1936) was een nationaalsocialist en leider ("Landesgruppenleiter") van de NSDAP-Auslandsorganisation in Zwitserland.
Hij had een zwakke gezondheid, chronische longproblemen en ontstekingen aan zijn strottenhoofd. Om deze redenen hoefde hij tijdens de Eerste Wereldoorlog geen dienst te doen. In 1917 verhuisde hij naar Davos, om daar van zijn longproblemen te genezen.
In 1921 werd hij lid van de Deutschvölkischer Schutz- und Trutzbund, en in 1929 sloot hij zich bij NSDAP aan.
Vanaf 1932 was hij 'Landesgruppenleiter' van de NSDAP/AO in Zwitserland. Hij slaagde erin om in vier jaar tijd meer dan 5000 NSDAP-leden in Zwitserland te werven. Van de organisatie gingen verschillende antisemitische publicaties uit.
Op 4 februari 1936 werd hij door zijn vroegere studiegenoot David Frankfurter, zoon van een rabbijn, met vier kogels uit een revolver neergeschoten en overleed hij aan de verwondingen. Kort daarop werd hij door de nazi's tot "nationale martelaar" uitgeroepen.
In 1937 werd het nieuwste en grootse passagiersschip van de nationaalsocialistische organisatie Kraft durch Freude, dat oorspronkelijk "Adolf Hitler" gedoopt zou moeten worden, door Hitler zelf "Wilhelm Gustloff" gedoopt. Ook de Wilhelm-Gustloff-Stiftung werd naar hem genoemd.
- Bibliothèque nationale de France: cb15676273j (data)
- Gemeinsame Normdatei: 118836242
- International Standard Name Identifier: 0000 0000 9314 9779
- Library of Congress Control Number: nr87000744
- Nationale Bibliotheek van Israël: 987007262289605171
- Nationale Bibliotheek van Polen: a0000002610066
- Nederlandse Thesaurus van Auteursnamen: 072425792
- SNAC: w6n05ddz
- Système universitaire de documentation: 126185891
- Virtual International Authority File: 24442031
- WorldCat: E39PBJvmGk9htMcXvxgxKGJJjC